# Omourtag
Omourtag (en bulgare : Омуртаг), aussi Omortag ou Mortagon est Knèze du Khanat bulgare du Danube de 13 avril 814 à 831.

## Biographie
Il succède à son père Kroum, mort brutalement, et manque d’expérience politique. Les affaires d’État sont gérées par des membres de la famille royale, Dukum, Ditseng et Tsok, qui persécutent les chrétiens d’après les sources byzantines. Le règne d’Omourtag débute par une invasion de l’Empire byzantin : les Bulgares pénètrent loin au Sud en Thrace jusqu’à l’actuelle Babaeski, mais sont battus en avril 816 par l’empereur Léon V, et Omourtag ne s’échappe que de justesse.

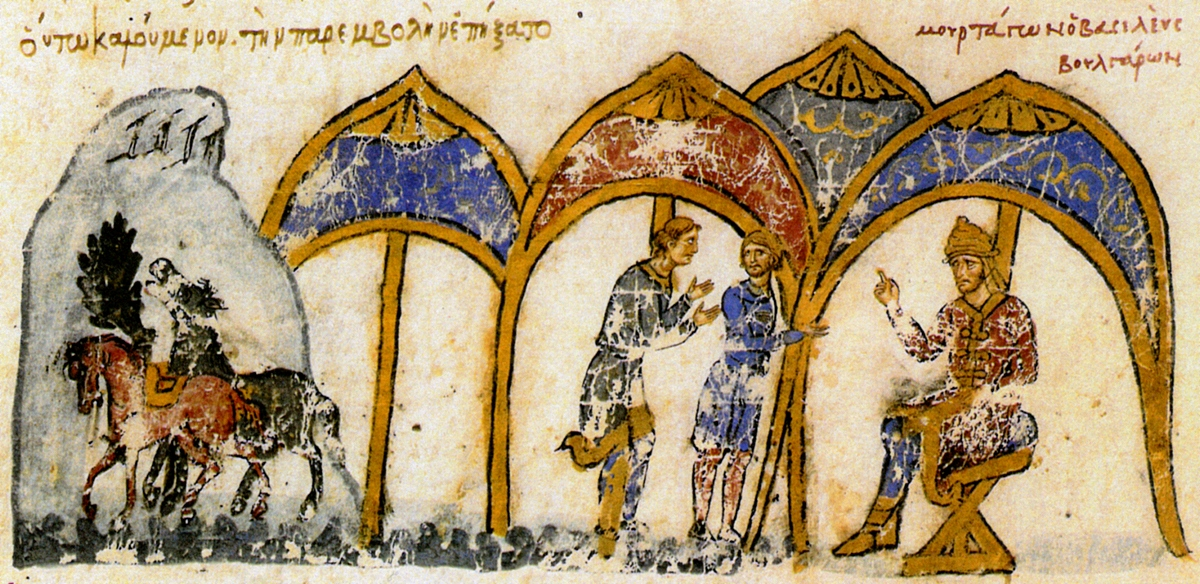
Le Knèze Ormutag envoie une délégation à Michel II, Chronique de Jean Skylitzès.

Omourtag conclut en 816 une paix de 30 ans avec les Byzantins, gravée sur une colonne encore conservée de nos jours. Les deux souverains promulguent le traité avec les rites de leur adversaire, ce qui scandalise la cour byzantine. Le traité définit la frontière entre les Empires byzantin et bulgare, le statut des tribus slaves et les conditions d’échange des prisonniers. Quand Michel II s’empare du trône en 820, le traité de paix est confirmé, et Omourtag aide l’empereur à abattre la rébellion de Thomas le Slave en 823 ou 824.
Au même moment, Omourtag se tourne vers le nord : des inscriptions indiquent que son pouvoir atteignait le Dniestr au nord, franchi par ses troupes (campagne contre les Khazars ou les Magyars en Tauride) et la Tissia à l'ouest. En 818, les populations slaves Braničevci et Abodrites du bassin du moyen Danube et valaques Timochènes se rebellent contre l’autorité et les impôts bulgares, avec le soutien de l’empereur franc Louis le Pieux. En 824 ou 825, Omourtag établit des contacts diplomatiques avec la cour franque pour résoudre ce conflit, mais devant l’absence de réponse des Francs, il lance un ultimatum en 826 et envoie une flotte qui remonte le Danube et reprend le contrôle des territoires au nord du Danube.
À l’intérieur, Omourtag entreprend de vastes constructions, afin de reconstruite Pliska, la capitale bulgare détruite par les Byzantins en 811, et de reprendre le développement de centres régionaux, de palais et de fortifications. Omourtag poursuit les persécutions contre les chrétiens, en particulier les prisonniers de guerre byzantins installés par son père Kroum au nord du Danube. Cette persécution est motivée soit par les destructions des Byzantins en 811, soit par le prosélytisme des chrétiens captifs. Il déshérite son fils aîné, Enravota (ou Voin), qui se montrait favorable au christianisme et fut martyrisé en 849 et devenu saint. Lui succéda son fils Malamir. Son autre fils Sviniza fut le père de Pressiyan Ier.

### Sources
1. ↑  Christian Settipani, Continuité des élites à Byzance durant les siècles obscurs. Les Princes caucasiens et l'Empire du VIe au IXe siècle, 2006 [détail des éditions]

- Collier's Encyclopedia, vol. 4, p. 711.
- Christian Settipani, Continuité des élites à Byzance durant les siècles obscurs. Les Princes caucasiens et l'Empire du VIe au IXe siècle, 2006 [détail des éditions].